# Arnold Schulz
Arnold Schulz   (Mogilno, 25 de gener de 1943 - 13 de juliol de 2024) és un ex-jugador de voleibol alemany que va competir sota bandera de la República Democràtica Alemanya durant les dècades de 1960 i 1970.
El 1968 va prendre part en els Jocs Olímpics de Ciutat de Mèxic, on fou quart en la competició de voleibol. Quatre anys més tard, als Jocs de Múnic, guanyà la medalla de plata en la mateixa competició. En el seu palmarès també destaca una medalla d'or al Campionat del Món de voleibol de 1970 i a la Copa del Món de voleibol de 1969. A nivell de clubs jugà al SC Rotation Leipzig i al SC Leipzig. Amb el SC Leipzig va guanyar nou lligues de la RDA. Posteriorment exercí com a àrbitre de voleibol.